# オグルヴィ・ジャパン
オグルヴィ・ジャパン (Ogilvy Japan) は、ニューヨークに本社を置き、世界83カ国132のオフィスで、フォーチュン・グローバル500の企業を手掛け、数々の広告賞を受賞する統合型クリエイティブを提供するグローバルネットワーク、オグルヴィの一員。

## 概要
世界3大広告代理店である、英国WPPグループ傘下のオグルヴィ・アンド・メイザーの子会社として1995年に日本での事業を開始。現代広告の父と呼ばれた、デイヴィッド・オグルヴィのDNAを受け継ぐ広告会社として、商品、サービスを象徴し、カルチャーを変えるマーケティングキャンペーンを数々世に届けている。ブランド戦略、広告、カスタマー・エンゲージメント、コマース、PR＆インフルエンス、デジタルトランスフォメーション、パートナーショップという6つの核となるサービスで、ブランドが求めるあらゆるニーズに応えるエクスペリエンス、デザイン、そしてコミュニケーションを創造している。WPPグループ(NASDAQ: WPPGY)
グループ企業及びサービス内容は以下の通り。
- ジオメトリー・オグルヴィ・ジャパン
- ジオメトリー・ジャパン - 広告代理店
- オグルヴィ・パブリック・リレーションズ・ワールドワイド・ジャパン（株)‐PR
- ヒル アンド ノウルトン ジャパン株式会社‐PR